# Mitsubishi Colt
No confundir con la versión hatchback del Mitsubishi Lancer.

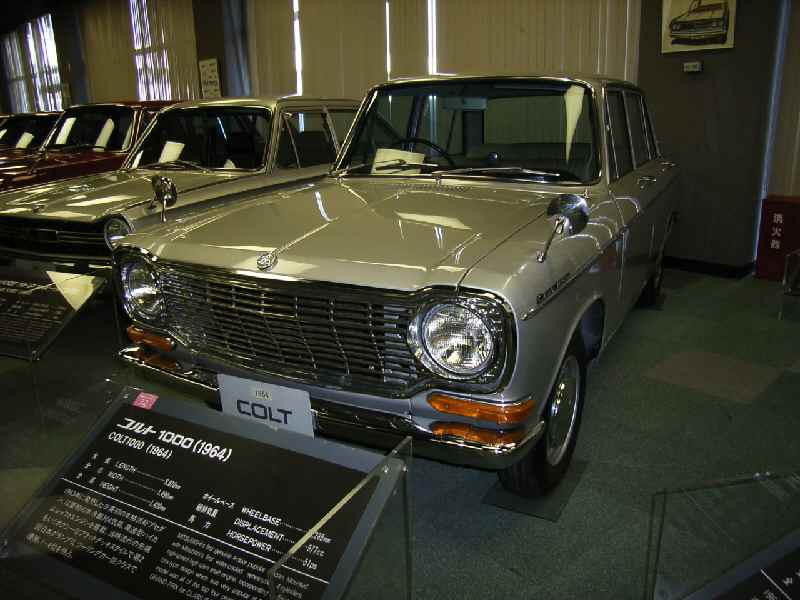
Colt de 1964.

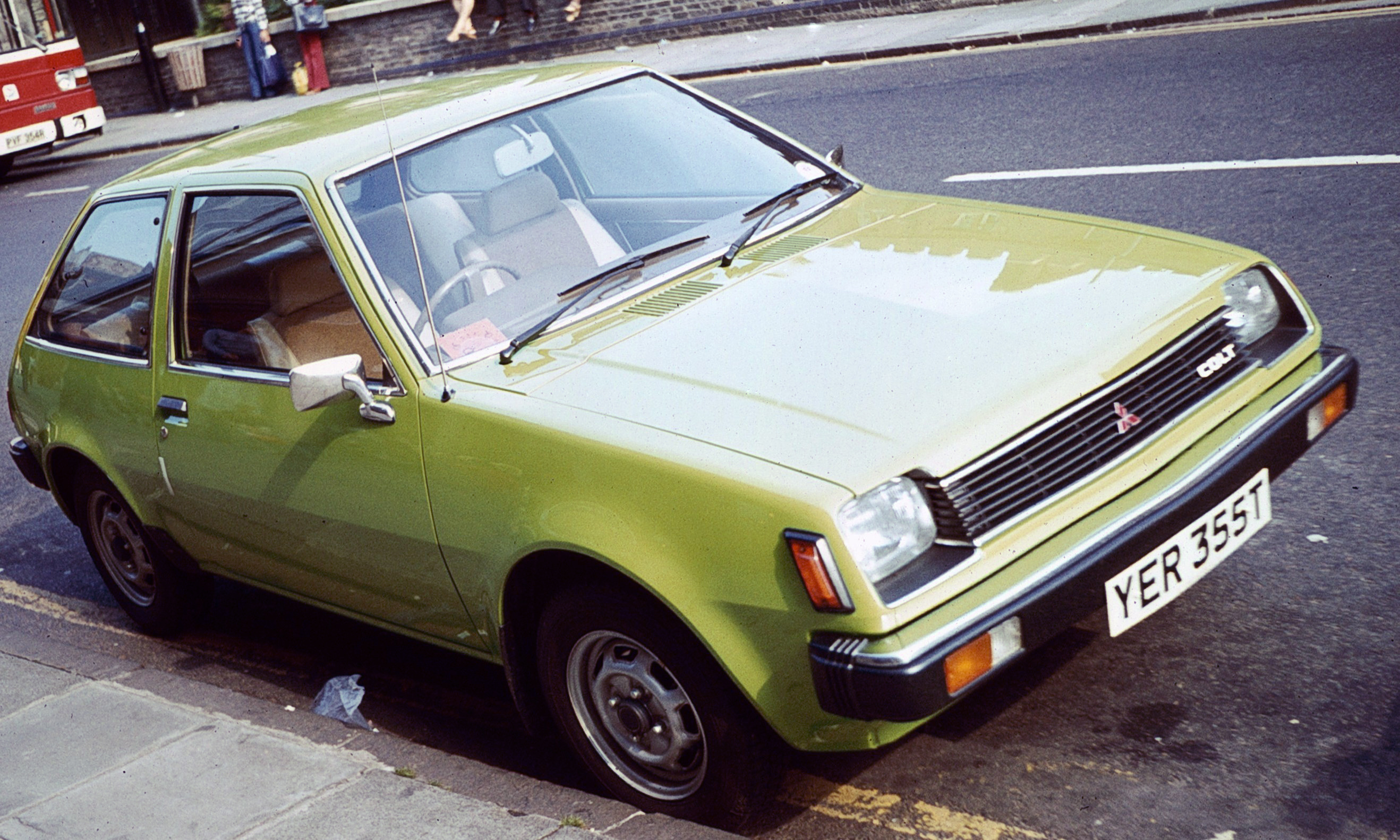
Colt de 1985 para el mercado británico.

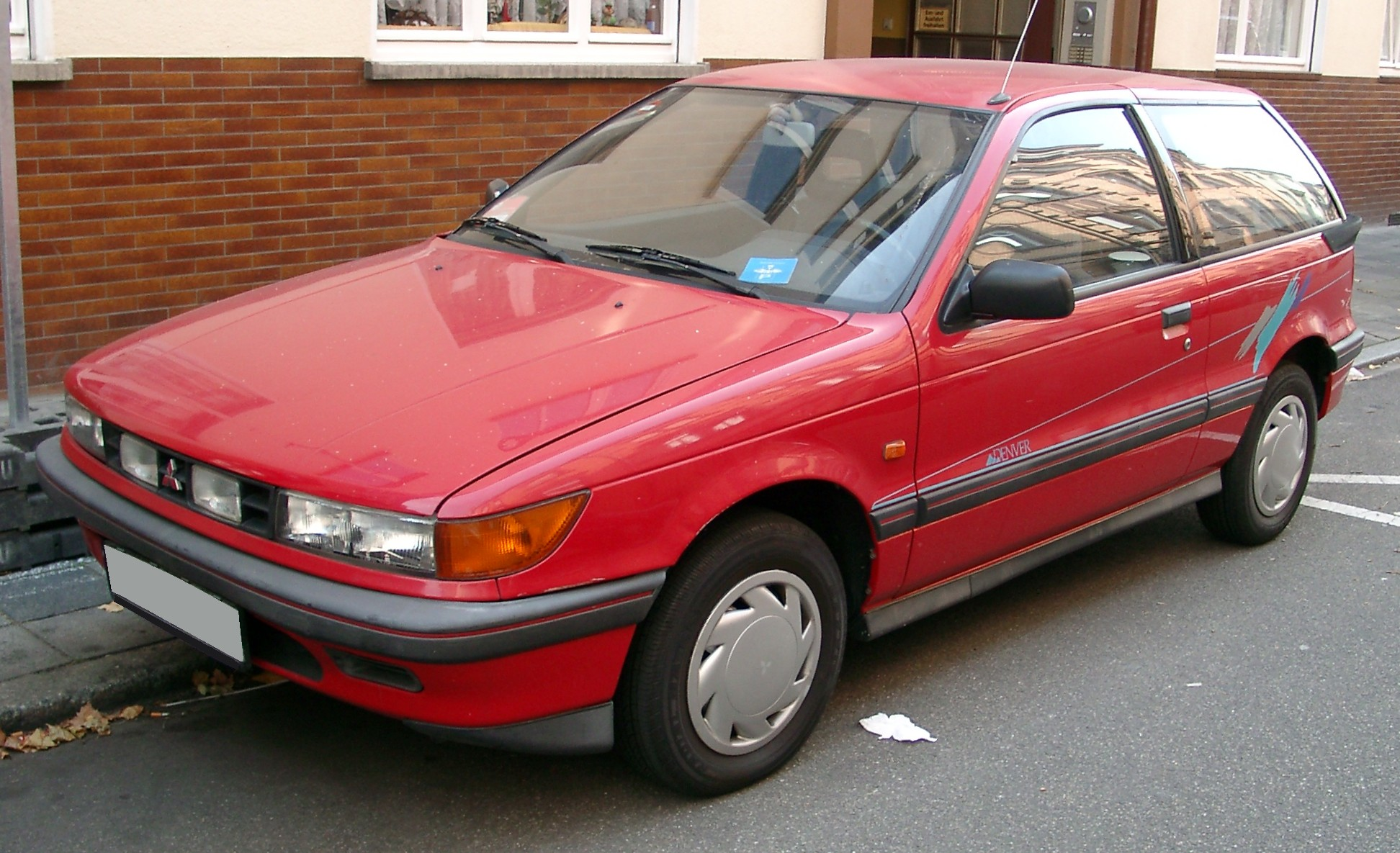
Colt C50.

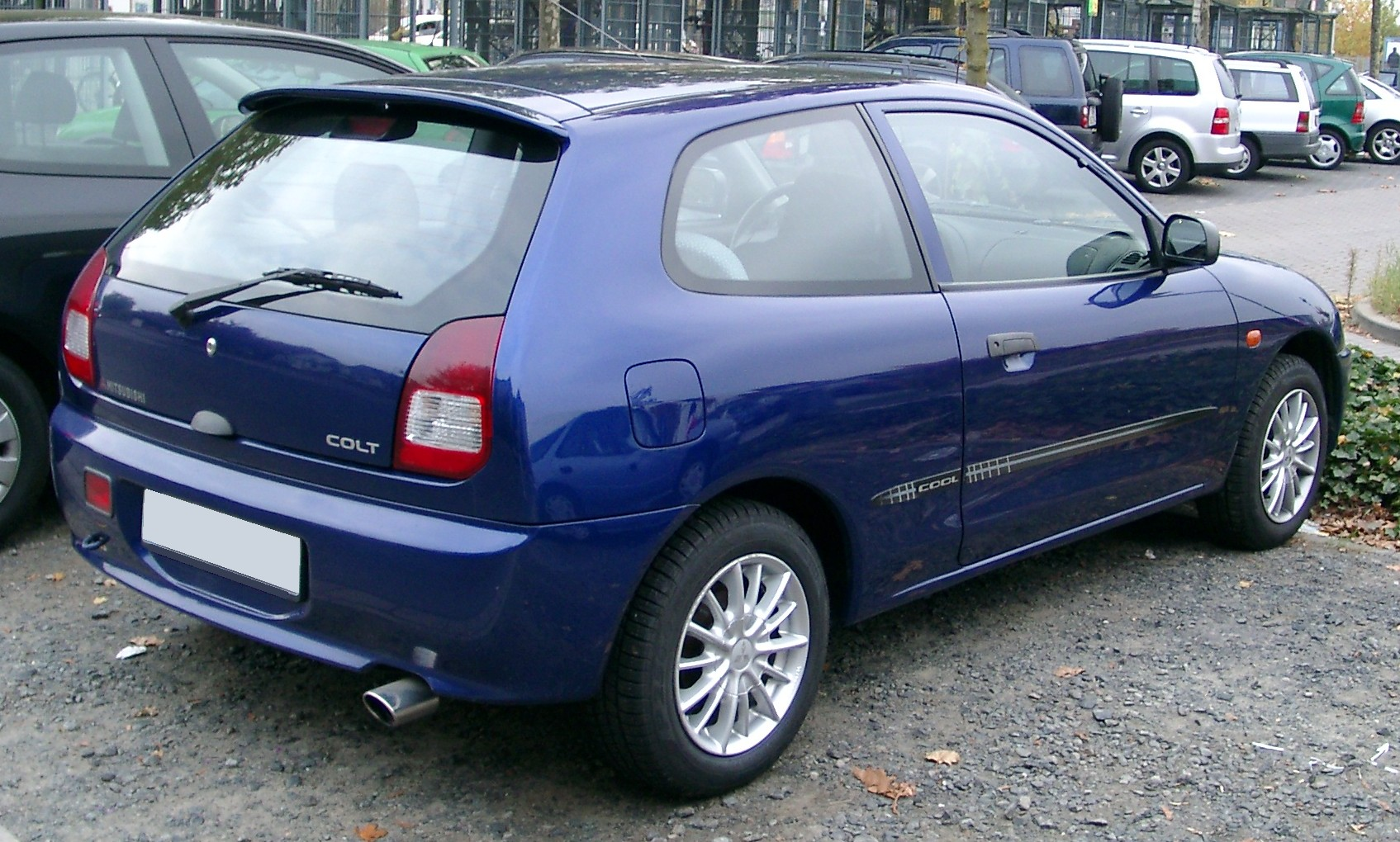
Colt de la generación anterior.

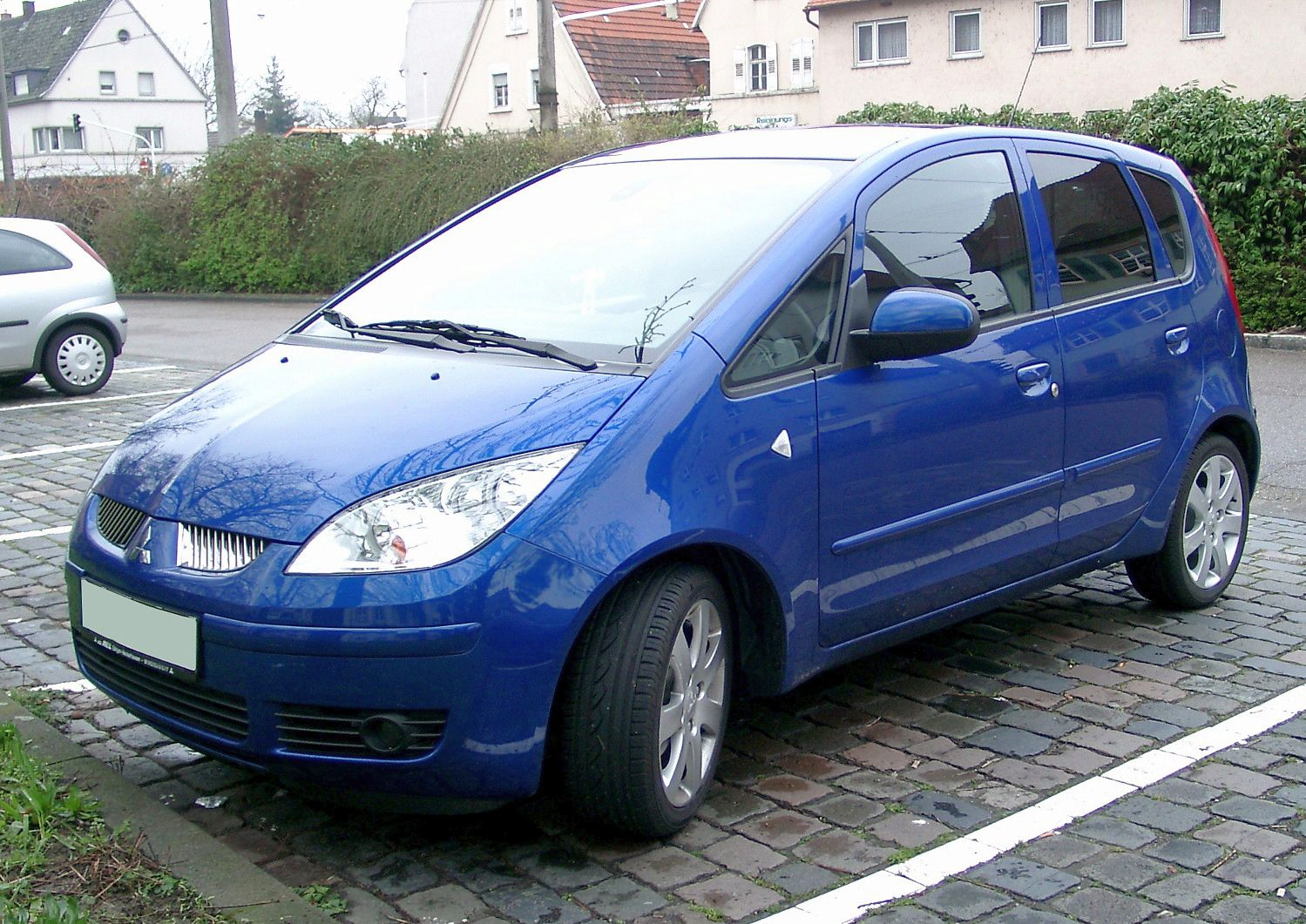
Colt de la actual generación.

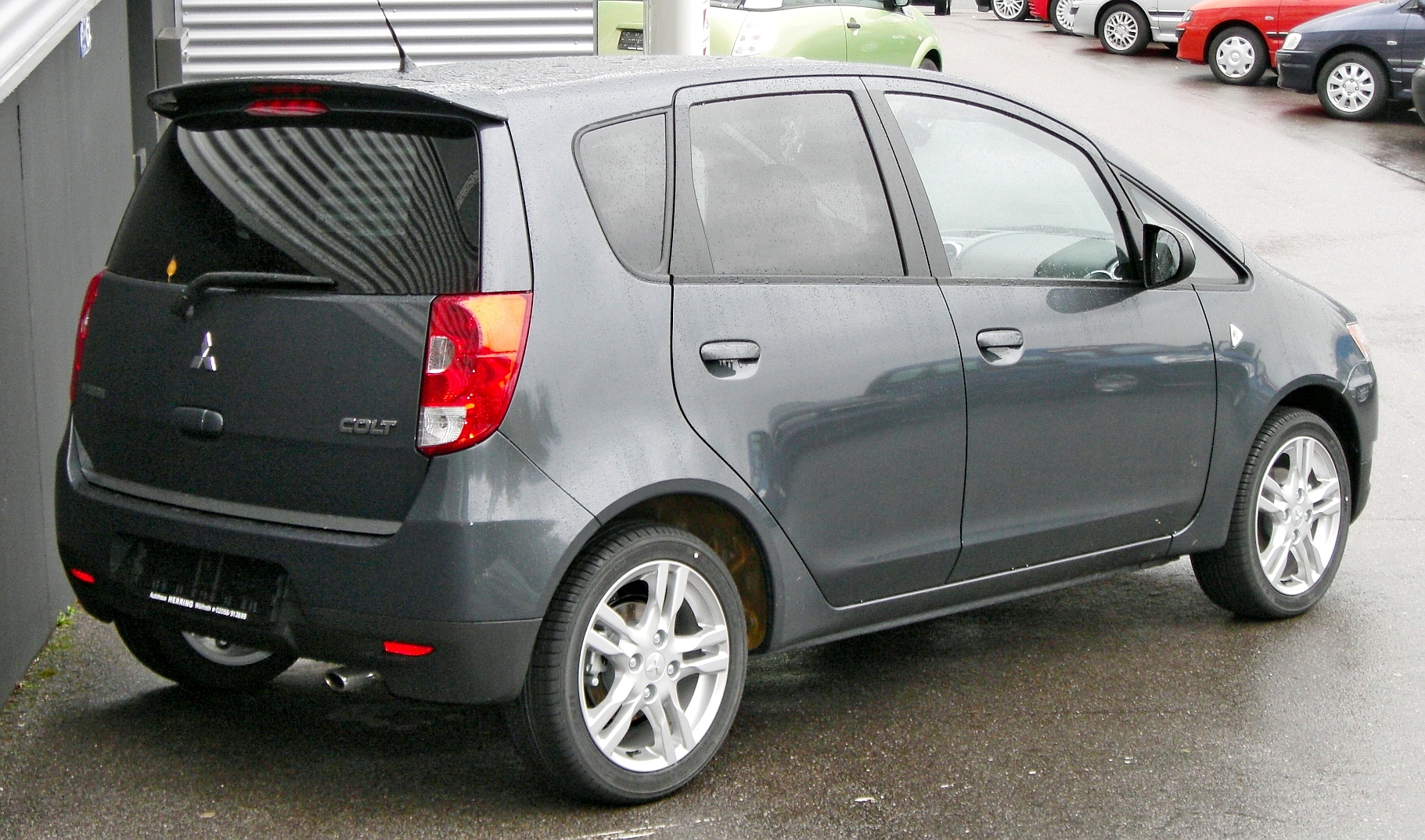
Parte trasera Colt Facelift 2008.

El Mitsubishi Colt es un automóvil de turismo del segmento B producido por el fabricante japonés Mitsubishi Motors desde el año 1962. En su versión actual, puesta a la venta en 2003, tiene tracción delantera y motor delantero transversal, que se ofrece con carrocerías hatchback de tres y cinco puertas, ambas de cinco plazas; descapotable de dos puertas, techo metálico y 2+2 plazas ("Colt CZC"); y familiar de cinco plazas ("Colt Plus"); este último también se ofrece con tracción a las cuatro ruedas.
El Colt comparte la plataforma y los motores del Smart Forfour. Sus principales rivales son los Honda City, Mazda 2, Nissan Micra, Suzuki Swift y Toyota Yaris.
Los motores gasolina son un tres cilindros en línea de 1.1 litros y 75 CV de potencia máxima, un cuatro cilindros en línea de 1.3 litros de 95 CV, un cuatro cilindros en línea de 1.5 litros en variantes atmosférica de 109 CV y con turbocompresor y 150 CV, y un cuatro cilindros en línea de 1.6 litros de cilindrada y 112 CV. Los cuatro tienen inyección indirecta y cuatro válvulas por cilindro.Este auto es muy convencional. Se dejó de producir debido a la paralización de la planta NedCar en Holanda.
El Diesel es un tres cilindros en línea de 1.5 litros con cuatro válvulas por cilindro, inyección directa common-rail, intercooler y turbocompresor de geometría fija, en variantes de 68 y 95 CV.